# Grote Kerkstraat (Roermond)
De Grote Kerkstraat is een straat in de binnenstad van de Nederlandse stad Roermond. Deze loopt vanaf de "Pastoorswal" tot aan de Markt.
Aan de vrij smalle Grote Kerkstraat staat de Sint-Christoffelkathedraal en op nummer 15 een monumentaalpand van rond de 17e eeuw en op nummer 11 een dubbelwoonhuis uit de 18e eeuw.

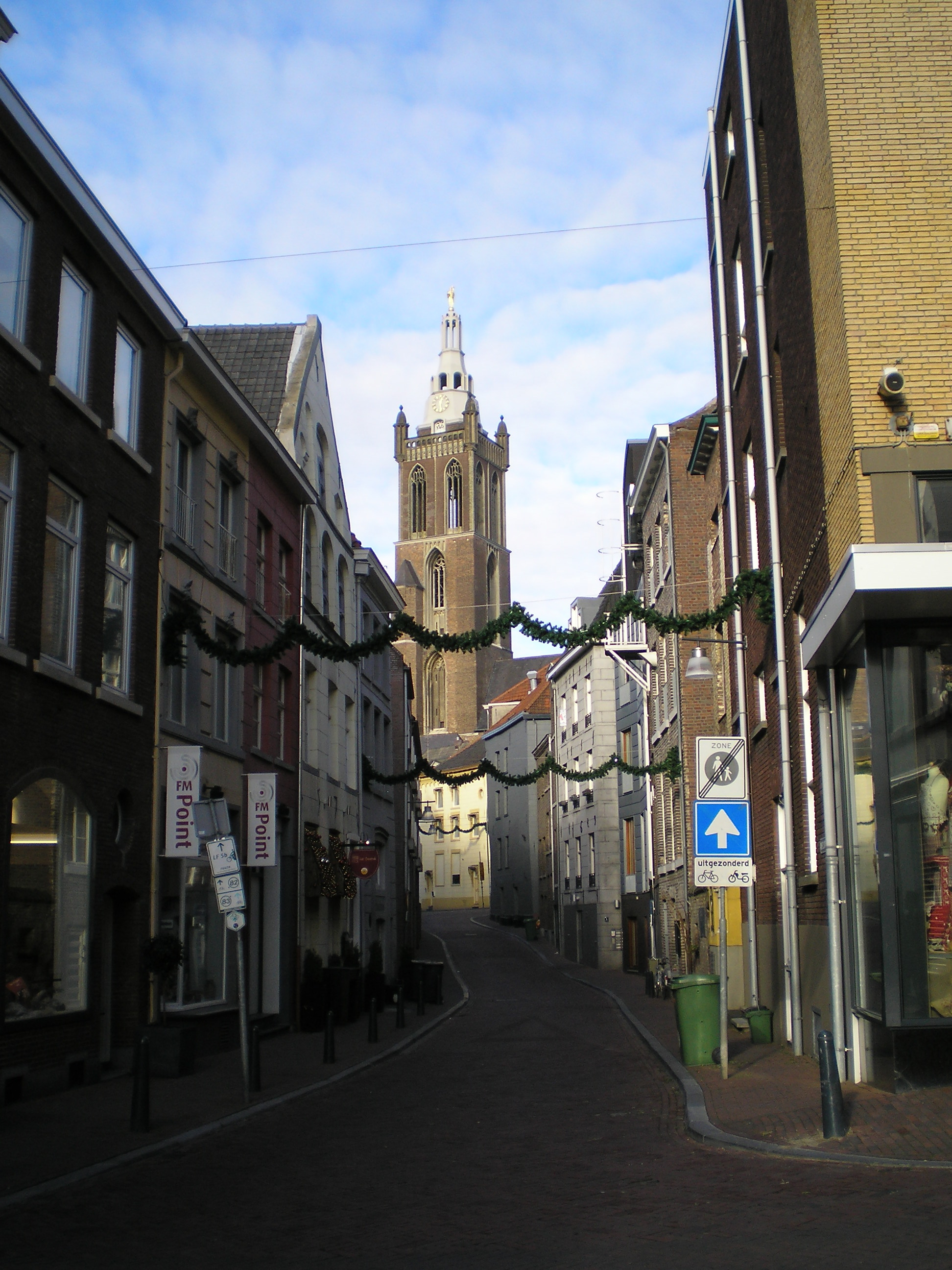
Sint-Christoffelkathedraal aan de Grote Kerkstraat 26 te Roermond in Nederland
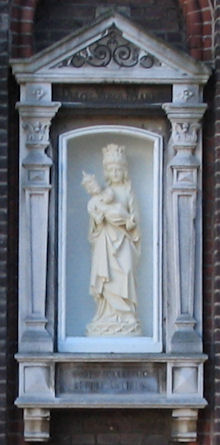
Putbeeld, Grote Kerkstraat 27 hoek Pastoorswal 1